# Julie Carlsen
Julie Carlsen (født 20. april 1968) er en dansk skuespiller. Hun voksede op i Espergærde og blev student fra Helsingør Amtsgymnasium 1986.
Uddannet fra Elevskolen v/Århus Teater 1991.
Herefter fastansat på Århus Teater og senere på Det kgl. Teater.
Mor til Tobias i 1992 og Sigrid i 1995. Skilt fra faderen.
Fra 1996 freelance. Har gennem årene spillet på diverse københavnske scener. Har desuden lavet egenproduktionerne/cabareterne: ”Jeg syns, jeg kan mærke mit hjerte et sted”, ”Balladen om Rapdullah Shit” samt ”Alt synes ro ombord”
Julie Carlsen er endvidere tilknyttet lydbogsforlaget Momo - Skuespillernes Lydbogsværksted, hvor hun har indlæst flere lydbøger, ligesom hun (pr. 2015) er formand for bestyrelsen.

## Udvalgt filmografi
| - Lysets hjerte - Mor(d) i mødregruppen - Små skred - Ulykken (2003) - Bagland - Tæl til 100 - Undtagelsen (2019) | - Bryggeren - Morten Korch - Hotellet - Rejseholdet - Ørnen - 2900 Happiness - Album - Forbrydelsen 2 - Pagten |

## Teater
Tekst mangler, hjælp os med at skrive teksten